# Z8Games
Z8Games é a distribuidora multinacional para CrossFire, um jogo tiro em primeira pessoa (FPS), e anteriormente Metin2 (MMORPG) e WarRock. Z8Games é uma empresa parceira à G4Box, uma editora de mídia on-line canadense. Enquanto Z8Games é uma editora licenciada na América do Norte, seus jogos são oferecidos internacionalmente e Z8Games oferece servidores de jogos no Reino Unido para os Europa.

## Marketing
Seus jogos são gratuitos para jogar, (Free-to-Play). Porém, ela oferece uma moeda virtual dentro de seus jogos denominadas Z8 Points ou ZP, para adquirir melhores equipamentos dentro do jogo. A moeda virtual pode ser adquirida por meio de compra on-line, telefone celular ou boleto bancário.

## Artigos relacionados
- CrossFire (jogo eletrônico)
- Metin2
- WarRock